# Daphne, Alabama
Daphne là một thành phố thuộc quận Baldwin, tiểu bang Alabama, Hoa Kỳ. Dân số năm 2009 là 19542 người, mật độ đạt 465 người/km².